# Baron Inchiquin

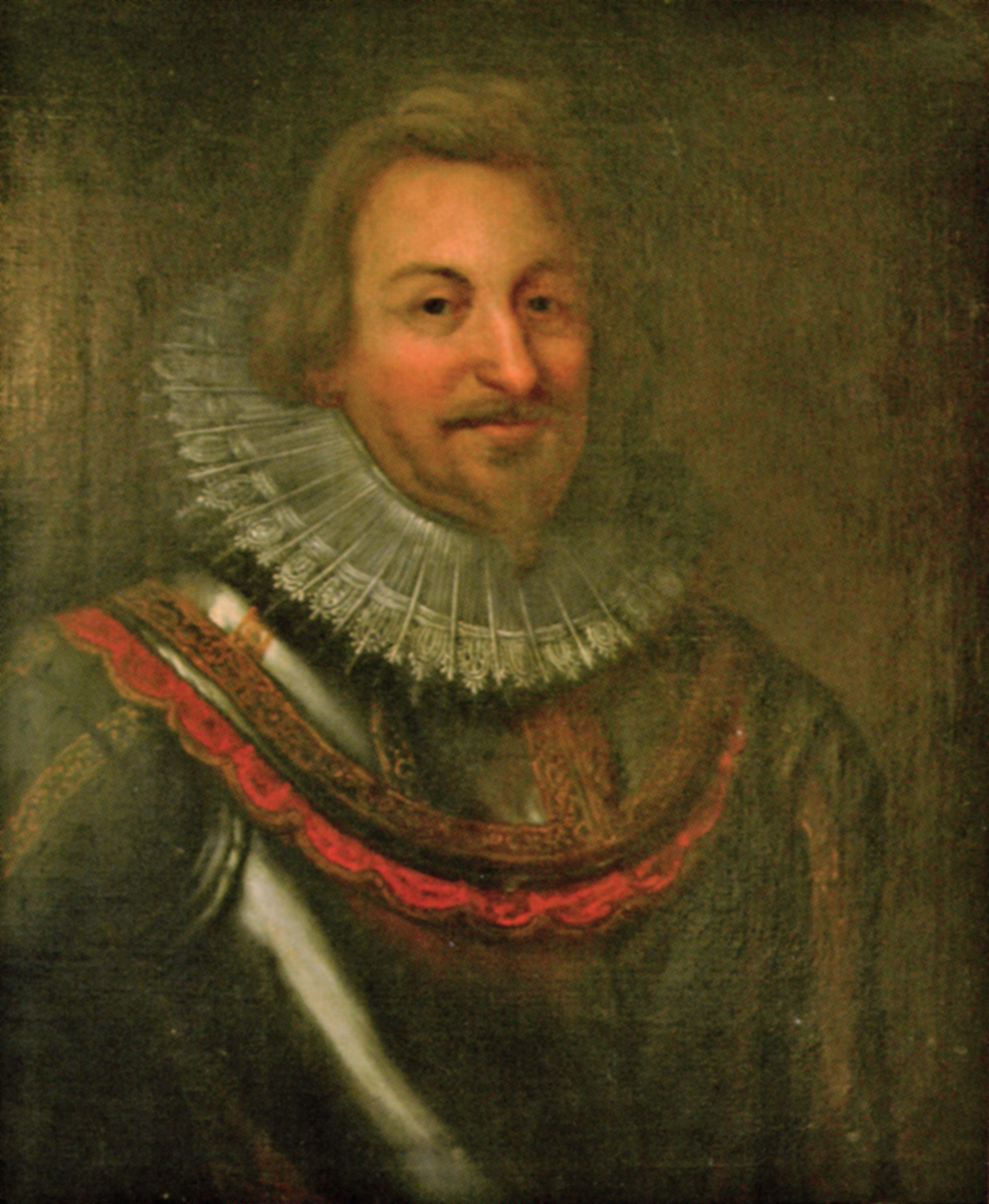
Murrough O'Brien, 1.^{er} conde de Thomond

Baron Inchiquin (en irlandés: Barún Inse Uí Chuinn) es uno de los títulos más antiguos en la nobleza de Irlanda.  Fue uno de los dos títulos creados el 1 de julio de 1543 para Murrough O'Brien, príncipe de Thomond, descendiente de Brian Boru. La concesión de los títulos en inglés estuvo supeditada al abandono de los títulos nativos, la adopción de las costumbres y leyes inglesas, la promesa de lealtad a la Corona inglesa, la apostasía de la Iglesia católica y la conversión a la Iglesia Anglicana. Murrough se convirtió en el conde de Thomond en la nobleza de Irlanda, con su sobrino Donough O'Brien, barón Inchiquin, y el resto en sus herederos varones. 
A su muerte en 1551, Murrough fue sucedido en el condado por su sobrino, el segundo conde (ver conde de Thomond para la historia posterior de este título), pero la baronía de Inchiquin pasó a su hijo Dermod, el segundo barón. El tataranieto de Dermod, el sexto barón, fue un prominente comandante militar durante las Guerras Confederadas de Irlanda (1643–48), primero para el Parlamento inglés, luego como comandante realista durante la conquista de Cromwell de Irlanda (1649–53) durante Las guerras de los tres reinos. En 1654 fue creado Conde de Inchiquin en la nobleza de Irlanda.
Fue sucedido por su hijo, William O'Brien, II conde de Inchiquin, como gobernador Inglés en Tánger y como gobernador de Jamaica. Su hijo, William O'Brien, III conde de Inchiquin, se convirtió en gobernador de Kinsale en 1693. El cuarto conde, también llamado William O'Brien, representó a Windsor, Camelford y Aylesbury en la Cámara de los Comunes británica .
El quinto conde, Murrough O'Brien, era sobrino y el yerno de su predecesor. En 1800, fue creado Marqués de Thomond en Peerage of Ireland, con el resto a su hermano, el Honorable Edward Dominic O'Brien, capitán del Ejército Británico. Al año siguiente fue nombrado barón Thomond de Taplow en el condado de Buckingham en la nobleza del Reino Unido para permitirle sentarse en la Cámara de los Lores, y a sus herederos varones. Murió sin descendencia masculina en 1808, extinguiéndose la baronía de Thomond.
Le sucedió en el marquesado por concesión especial, y en los otros títulos irlandeses, su sobrino William O'Brien, segundo marqués de Thomond, tercer hijo del mencionado Capitán Edward O'Brien. En 1826 fue creado Baron Tadcaster de Tadcaster en el condado de York en el Peerage del Reino Unido. No tuvo hijos y, tras su muerte en 1846, la baronía de Tadcaster se extinguió. 
Su hermano menor, James O'Brien, tercer marqués de Thomond , un almirante de la Royal Navy, le sucedió en las competencias irlandesas.  No tuvo hijos y, tras su muerte en 1855, el marqués y el condado de Inchiquin se extinguieron. 
En 1855, fue sucedido en la baronía de Inchiquin por su pariente lejano Sir Lucius O'Brien, 5.º Baronet , quien se convirtió en el 13.º Baron Inchiquin.  O'Brien Baronetcy , de Leaghmenagh en el Condado de Clare, se creó en el Baronetage de Irlanda en 1686 para Donough O'Brien, quien anteriormente había representado al Condado de Clare en la Cámara de los Comunes de Irlanda .  Era el tatarabuelo de Donough O'Brien (fallecido en 1582), hijo menor del primer conde de Thomond y del primer barón Inchiquin.  Su nieto, el segundo baronet, el bisnieto el tercer baronet y el bisnieto el cuarto baronet, también representaron al Condado de Clare en el Parlamento irlandés, y el cuarto baronet también representó a Ennis .  Este último fue sucedido por su hijo, el quinto baronet. 
Antes de convertirse en el 13.º Barón, el quinto Baronet O'Brien representó al Condado de Clare en la Cámara de los Comunes y más tarde fue un Representante de Irlanda.  También se desempeñó como señor teniente de Condado de Clare .  Fue sucedido por su hijo, Edward O'Brien, 14.º Barón Inchiquin , también Representante de Irlanda y Lord Teniente del Condado de Clare.  Su hijo, Lucius O'Brien, décimo quinto barón Inchiquin , también se sentó en la Cámara de los Lores como un Representante de Irlanda Peer. 
A 2018, los títulos están en manos de su nieto, Conor Myles John O'Brien, décimo octavo barón Inchiquin , nacido (1943-07-17) logró el título en 1982 de sus tíos Donough O'Brien, 16 Baron Inchiquin y Phaedrig O'Brien, 17 Baron Inchiquin . 
En la nobleza gaélica , Lord Inchiquin es The O'Brien, Jefe del Nombre, Príncipe de Thomond . 
La sede familiar de O'Brien Baronetcy era el Castillo Dromoland , cerca de Newmarket-on-Fergus , Condado de Clare .  El actual barón Inchiquin vive en Thomond House, adyacente a Dromoland.

## Inchiquin barones (1543)
- Murrough O'Brien, 1.er conde de Thomond, 1.er barón Inchiquin (muerto en 1551).
- Dermod O'Brien, segundo barón Inchiquin (muerto el 1 de mayo de 1557)
- Murrough McDermot O'Brien, 3.er barón Inchiquin (1550–1574)
- Murrough O'Brien, cuarto barón Inchiquin (1563–1597)
- Dermod O'Brien, quinto barón Inchiquin (1594–1624)
- Murrough O'Brien, sexto barón Inchiquin (1618-1674) (creado conde de Inchiquin en 1654)

## Condes de Inchiquin (1654)
- Murrough O'Brien, 1.er Conde de Inchiquin, 6.º Baron Inchiquin (1618-1674)
- William O'Brien, 2.º Conde de Inchiquin, 7.º Baron Inchiquin (1640-1692)
- William O'Brien, 3.er Conde de Inchiquin, 8 ° Baron Inchiquin (1662–1719)
- William O'Brien, 4.º Conde de Inchiquin, 9.º Baron Inchiquin (1700–1777)
- Murrough O'Brien, 5.º Conde de Inchiquin, 10.º Baron Inchiquin (1726–1808) (creado Marqués de Thomond en 1800)

## Marqueses de Thomond (1800)
- Murrough O'Brien, 1.er marqués de Thomond, 10.º barón Inchiquin (1726–1808)
- William O'Brien, 2.º marqués de Thomond, 11.º barón Inchiquin (1765–1846)
- James O'Brien, tercer marqués de Thomond, duodécimo barchichin (1768–1855)

## Inchiquin Barones (1543; Revertido)
- Lucius O'Brien, decimotercero barón Inchiquin (1800–1872)
- Edward Donough O'Brien, decimocuarto barón Inchiquin (1839–1900)
- Lucius William O'Brien, décimo quinto barón Inchiquin (1864–1929)
- Donough Edward Foster O'Brien, 16.º barón Inchiquin (1897–1968)
- Phaedrig Lucius Ambrose O'Brien, 17.º Barchín Inchiquin (1900–1982)
- Conor Myles John O'Brien, décimo octavo barón Inchiquin (nacido en 1943)

El presunto heredero es el primo segundo del titular actual, Conor John Anthony O'Brien (nacido en 1952). El heredero del presunto heredero es su único hijo, Fionn Murough O'Brien (nacido en 1987). 

## O'Brien Baronets, de Leaghmenagh (1686)
- Sir Donough O'Brien, 1.er Baronet (muerto en 1717)
- Sir Edward O'Brien, 2.º Baronet (muerto en 1765)
- Sir Lucius O'Brien, 3.er Baronet (muerto en 1795)
- Sir Edward O'Brien, 4.º Baronet (muerto en 1837)
- Sir Lucius O'Brien, 5.º Baronet (1800–1872) (sucedido como Barón Inchiquin en 1855)

## La línea O'Brien de Conor O'Brien, jefe del nombre
Hay algunos traslapes con los barones Inchiquin; esas personas están marcadas en negrita 
- Murrough an Taniste O'Brien , d. 1551.
- Donough O'Brien 29 Sep 1582
- Conor O'Brien d. 1603
- Donough O'Brien, d. 1635
- Conor O'Brien, 1617-1651
- Donough O'Brien, 1642–1717
- Lucius O'Brien, 1675–1717
- Edward O'Brien, 1705–1765
- Lucius O'Brien, 1731–1795
- Edward O'Brien, 1773–1837
- Lucius O'Brien , 1800–1872
- Edward O'Brien , 1839–1900
- Lucius O'Brien , 1864–1929
- Fionn O'Brien, 1903–1977
- Conor Myles John O'Brien , b. 1943

## Arte y Cultura
Lord Inchiquin es el nombre de un aire tradicional irlandés de O'Carolan , que se supone que está dedicado a su contemporáneo William O'Brien, cuarto conde de Inchiquin . 
El pintor George O'Brien , quien se hizo un nombre como artista en Nueva Zelanda , era un descendiente del primer barón Inchiquin. 

## Otras lecturas
- Inchiquin, Lucius Lord of (1861) [1765], «The Petition of the right Honourable Lucius Baron of Inchiquin (otherwise Inskwyne), of that part of the United Kingdom of Great Britain and Ireland called Ireland.», Case of the Right Honourable Lucius, lord Inchiquin in the peerage of Ireland on his claiming the right to vote at the election of representative peers for Ireland. ..., pp. 66-70.
- Conor O'Brien, XVIII barón Inchiquin
- El Clan O'Brien
- Lundy, Darryl. «www.thePeerage.com». The Peerage.
- Páginas de Leigh Rayment Peerage

- Datos: Q4862513